# Power (série télévisée)
Pour les articles homonymes, voir Power.
Power Book II: Ghost
Power est une série télévisée américaine de 63 épisodes d'environ 50 minutes créée par Courtney A. Kemp , produite par Curtis (50 Cent) Jackson et diffusée entre le 7 juin 2014 et le 9 février 2020 sur Starz et au Canada sur Super Channel pour les cinq premières saisons, puis sur Starz Canada pour la dernière saison.
En France, la série est diffusée depuis le 8 novembre 2015 sur OCS Choc et depuis le 3 septembre 2019 sur BET France, depuis le 08 janvier 2025 sur Netflix et en Afrique sur Canal+

## Synopsis
James St. Patrick, surnommé « Ghost », est le propriétaire du Truth , une boîte de nuit populaire à New York. En parallèle, il est également un baron de la drogue au service des riches et des puissants. Ayant du mal à concilier ces deux vies, il souhaite quitter le milieu de la drogue afin de se consacrer à son entreprise licite et protéger sa famille, mais tout ne se passe pas comme prévu.

## Distribution

### Acteurs principaux
- Omari Hardwick (VFB : Michelangelo Marchese) : James « Ghost » St. Patrick
- Joseph Sikora (VFB : Simon Duprez) : Thomas « Tommy » Egan (en)
- Naturi Naughton (VFB : Cécile Florin) : Tasha St. Patrick
- Shane Johnson (en) (VFB : Nicolas Matthys) : Cooper Saxe (saisons 2 à 6, récurrent saison 1)
- Rotimi Akinosho (VFB : Maxime Van Santfoort) : Andre « Dre » Coleman (depuis la saison 2)
- Michael Rainey Jr. (VFB : Hugo Gonzalez saison 1-3

Thibaut Delmotte saison 3-6) : Tariq St. Patrick (saisons 3 à 6, récurrent saisons 1 et 2)
- Jerry Ferrara (VFB : Maxime Donnay) : Joseph « Joe » Proctor (saisons 3 à 6, récurrent saison 2)
- La La Anthony (VFB : Sophie Frison) : LaKeisha Grant (saisons 4 à 6, récurrente saisons 1 à 3)
- Monique Gabriela Curnen (VFB : Mélanie Dermont) : Blanca Rodriguez (saison 6, récurrente saison 5)
- Mike Dopud : Jason Micic (saison 6, récurrent saisons 4 et 5)
- Larenz Tate (VFB : Gauthier de Fauconval) : Rashad Tate (saisons 5 et 6, récurrent saison 4)
- Michael J. Ferguson : 2-Bit (saison 6, récurrent saisons 2 à 5)
- Evan Handler : Jacob Warner (saison 6)
- Cynthia Addai-Robinson : Ramona Garrity (saison 6)

Photos des acteurs principaux
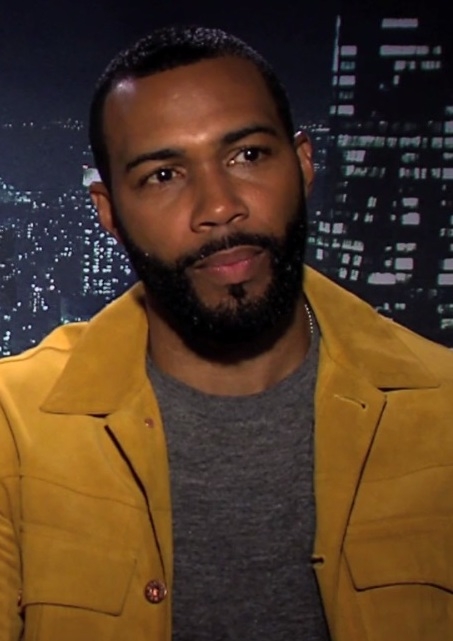
Omari Hardwick interprète James « Ghost » St. Patrick.
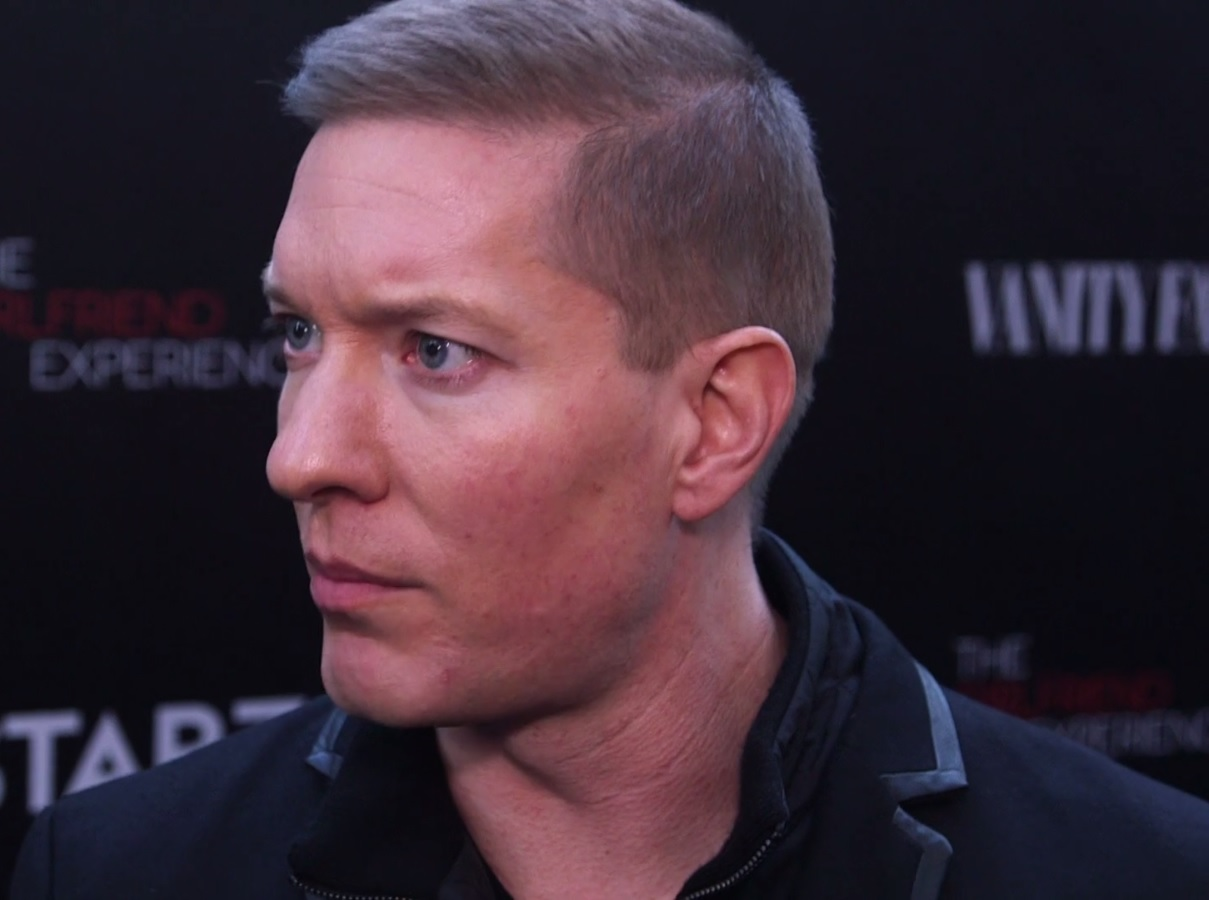
Joseph Sikora interprète Thomas « Tommy » Egan.
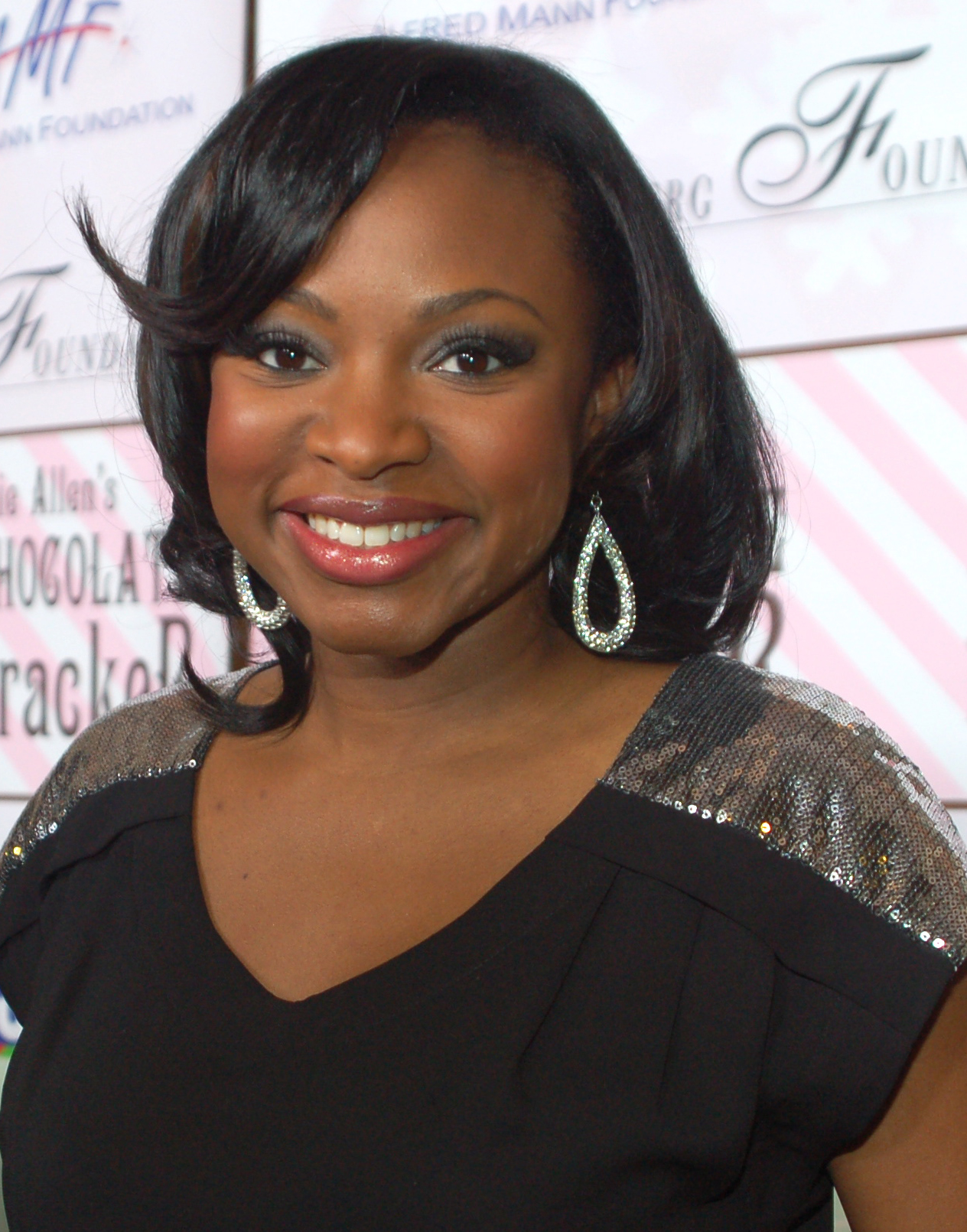
Naturi Naughton interprète Tasha St. Patrick.
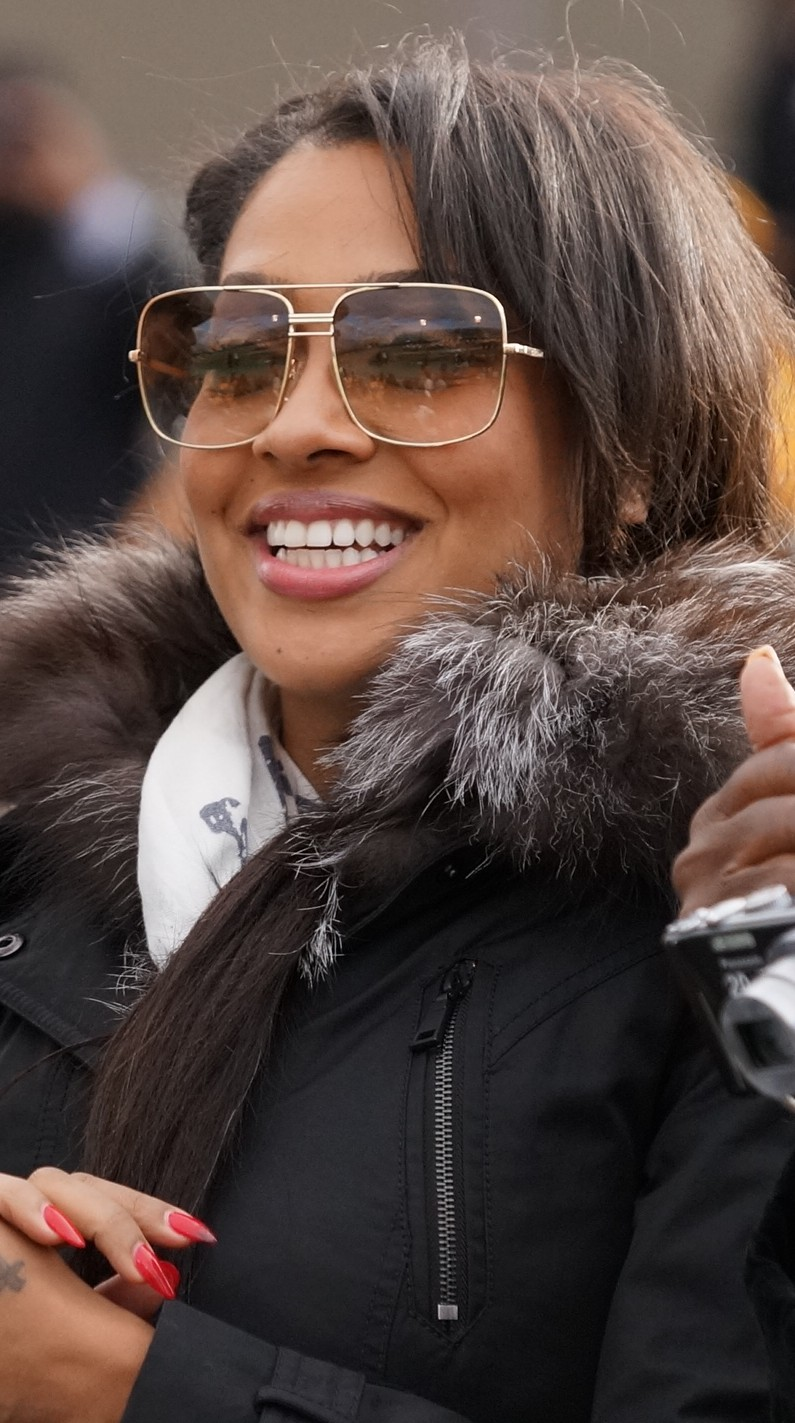
Alani « La La » Anthony interprète LaKeisha Grant.
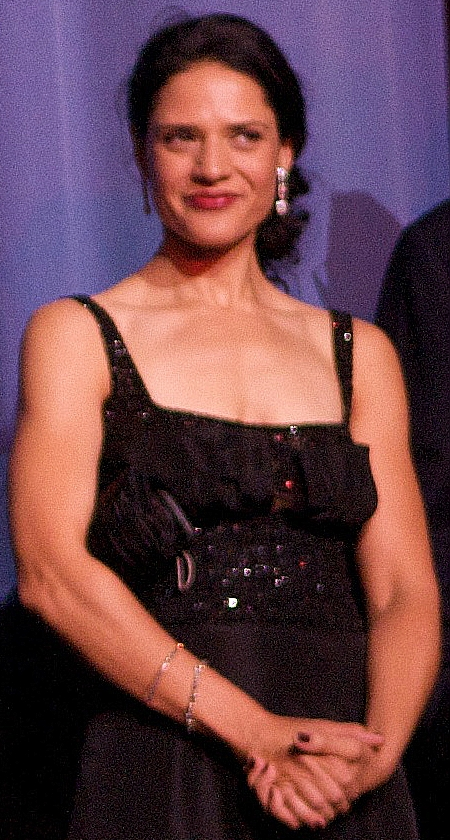
Monique Gabriela Curnen interprète Blanca Rodriguez.
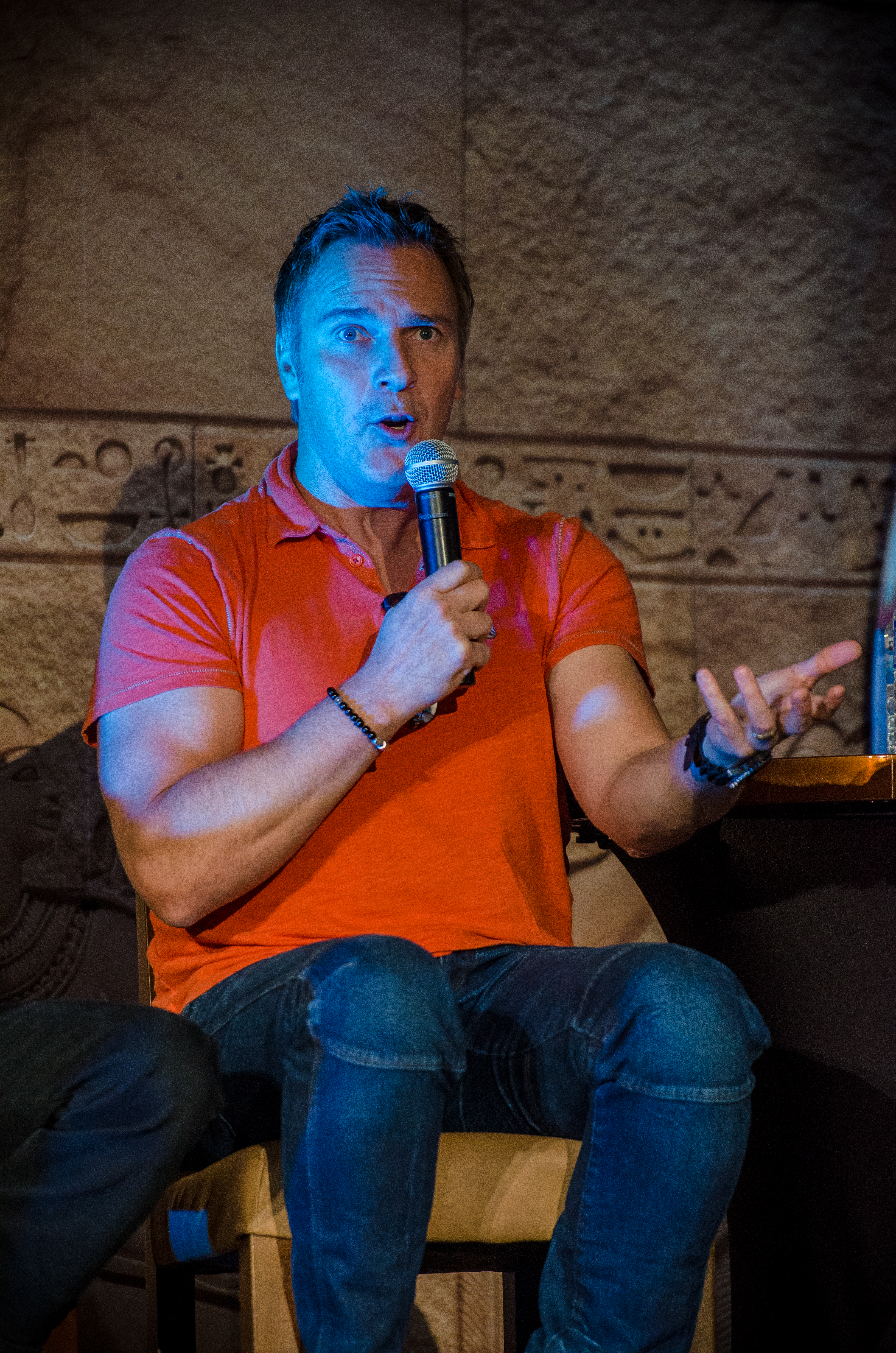
Mike Dopud interprète Jason Micic.
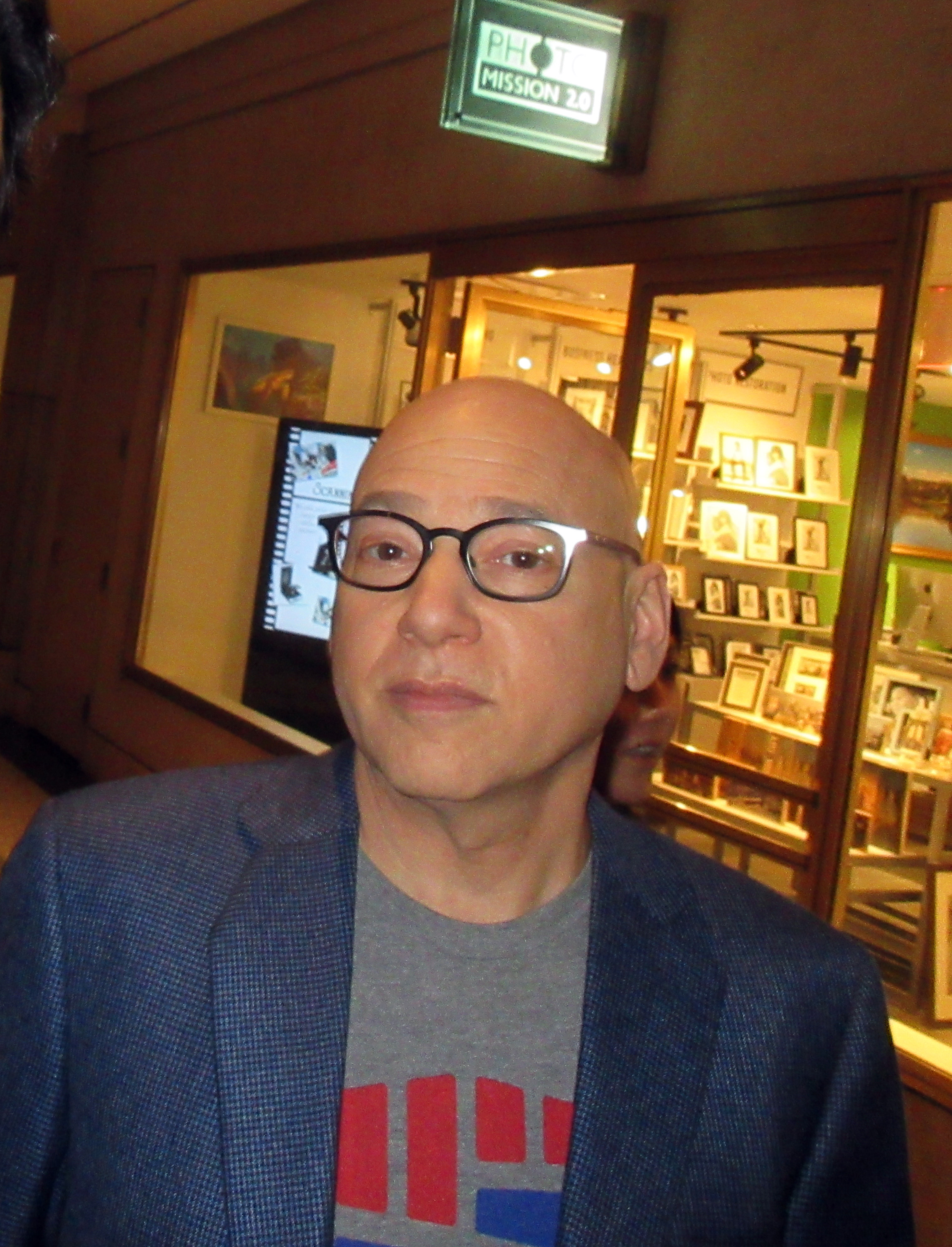
Evan Handler interprète Jacob Warner.

Anciens acteurs principaux
- Greg Serano : l'agent Juan Julio Medina (saison 1, récurrent saisons 3 et 5)
- Kathrine Narducci : Frankie (saison 1, invitée saison 2)
- Sinqua Walls : Shawn Stark, le fils de Kanan. (saisons 1 et 2)
- Lucy Walters (VFB : Valérie Muzzi) : Holly Elizabeth Weaver (saisons 1 à 3)
- Andy Bean (VFB : Alexandre Crépet) : Gregory « Greg » Knox (saisons 1 à 3)
- Luis Antonio Ramos (en) : Carlos « Vibora » Ruiz (saisons 1 à 3)
- Adam Huss (en) (VFB : Sébastien Hébrant) : Joshua « Josh » Kantos (saisons 1 et 2, récurrent saison 3)
- Callan Mulvey (VFB : Franck Dacquin) : Dean / Milan (saison 3)
- Lela Loren (VFB : Sandrine Henry) : Angela Valdes (en) (saisons 1 à 5, récurrente saison 6)
- J. R. Ramirez : Julio Moreno (saisons 2 à 4, récurrent saison 1)
- David Fumero : Miguel « Mike » Sandoval (saisons 2 à 4)
- Curtis « 50 Cent » Jackson (VFB : Erwin Grünspan) : Kanan Stark (saisons 3 à 5, récurrent saisons 1 et 2, invité saison 6)
- Matt Cedeño : Diego « Cristobal » Martinez (saisons 4 et 5, récurrent saisons 2 et 3)
- William Sadler : Anthony « Tony » Teresi (saisons 4 et 5)
- Sung Kang (VFB : Frédéric Meaux) : John Mak (saisons 4 et 5)
- Brandon Victor Dixon (VFB : Philippe Allard) : Terry Silver (saison 5, récurrent saison 4)

Photos des anciens acteurs principaux
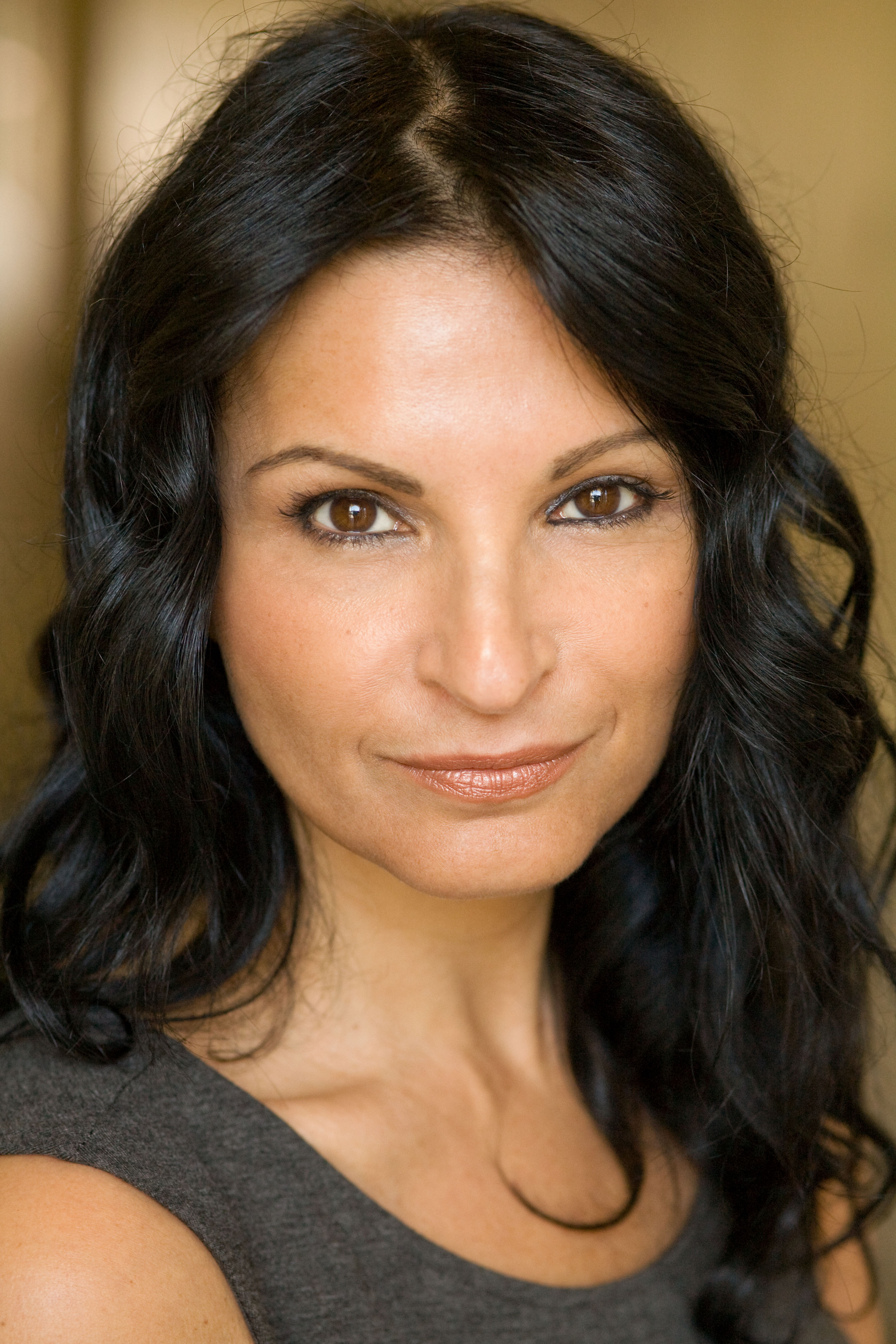
Kathrine Narducci interprète Frankie.
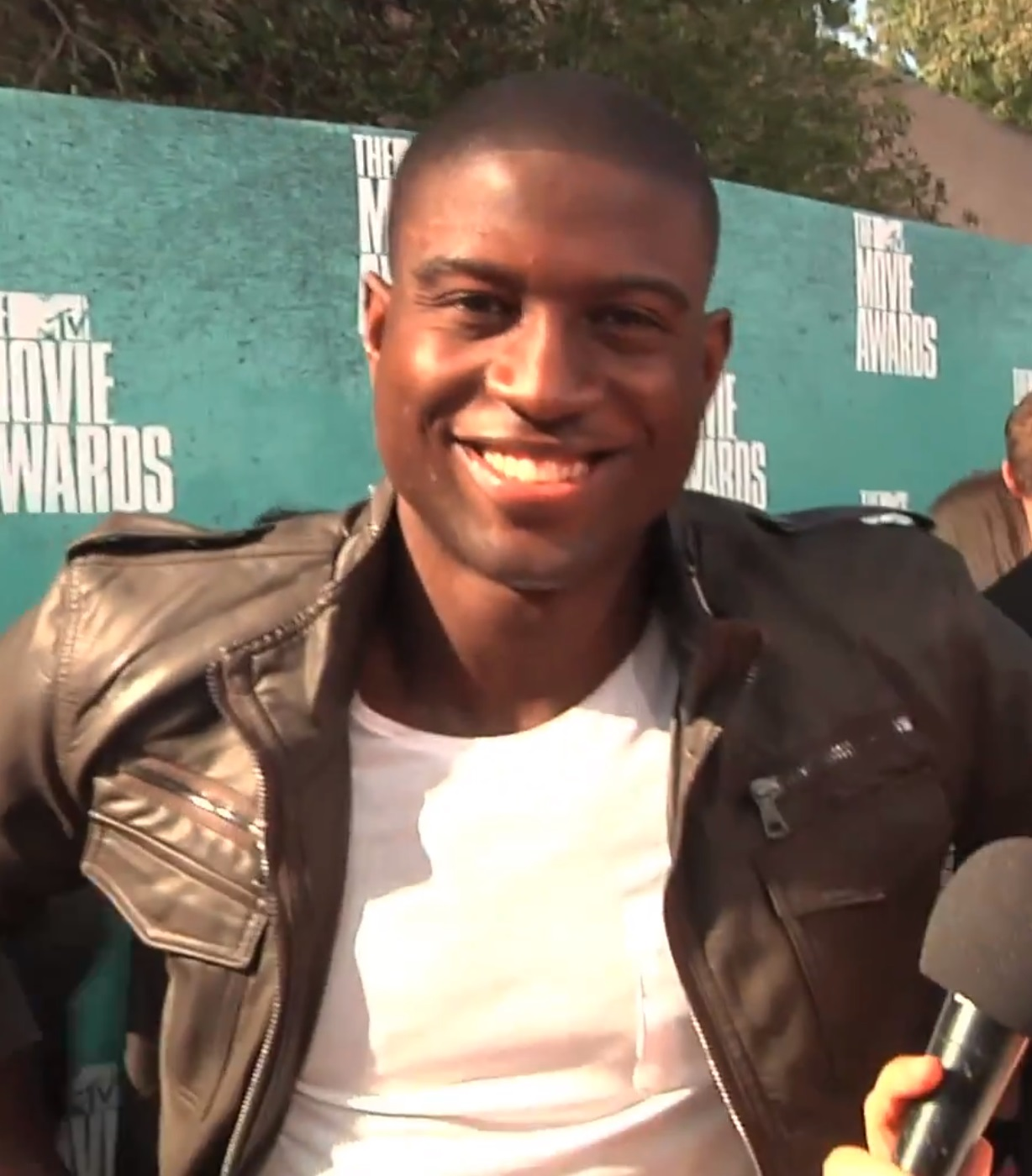
Sinqua Walls interprète Shawn Stark.
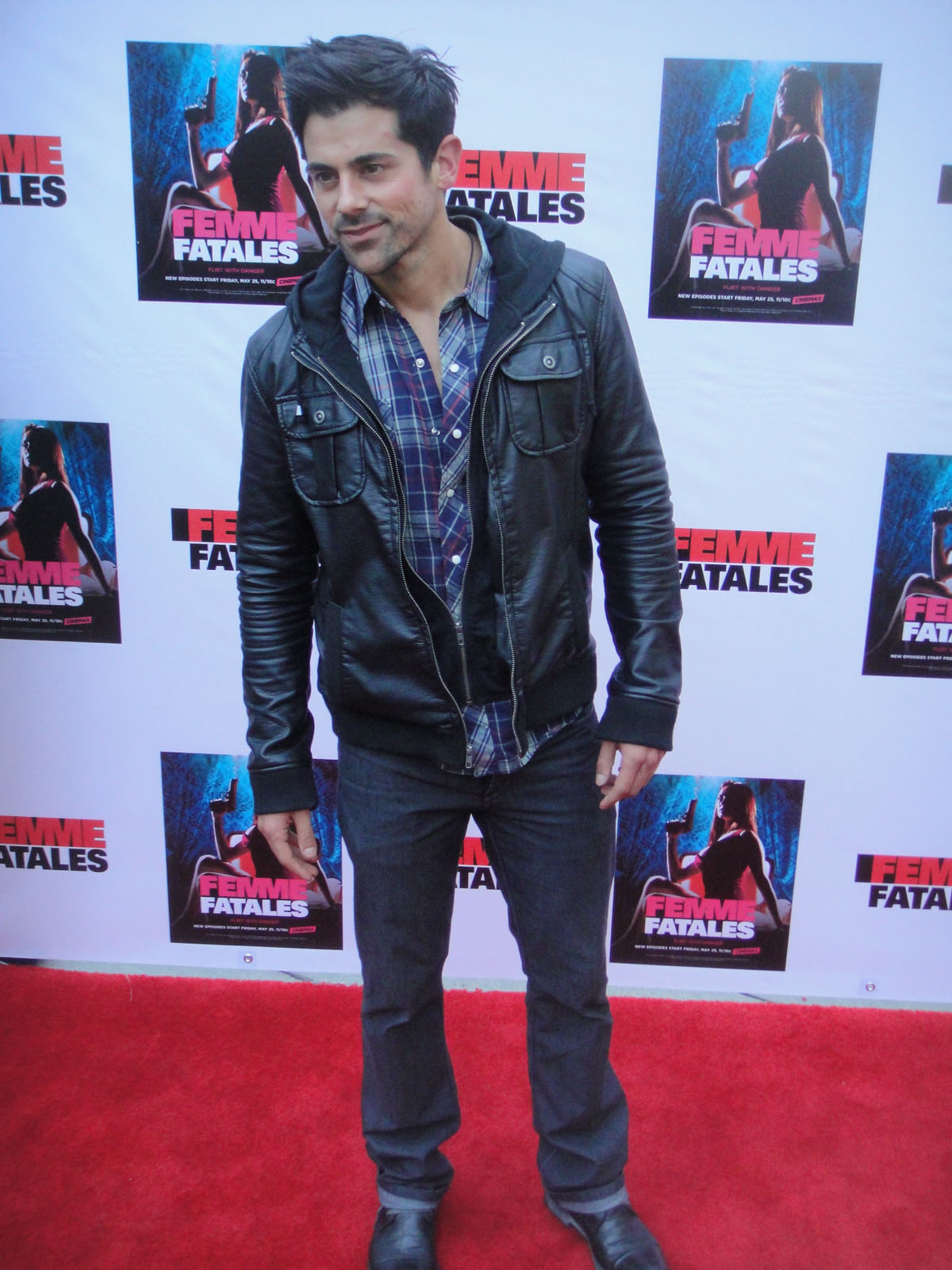
Adam Huss (en) interprète Joshua « Josh » Kantos
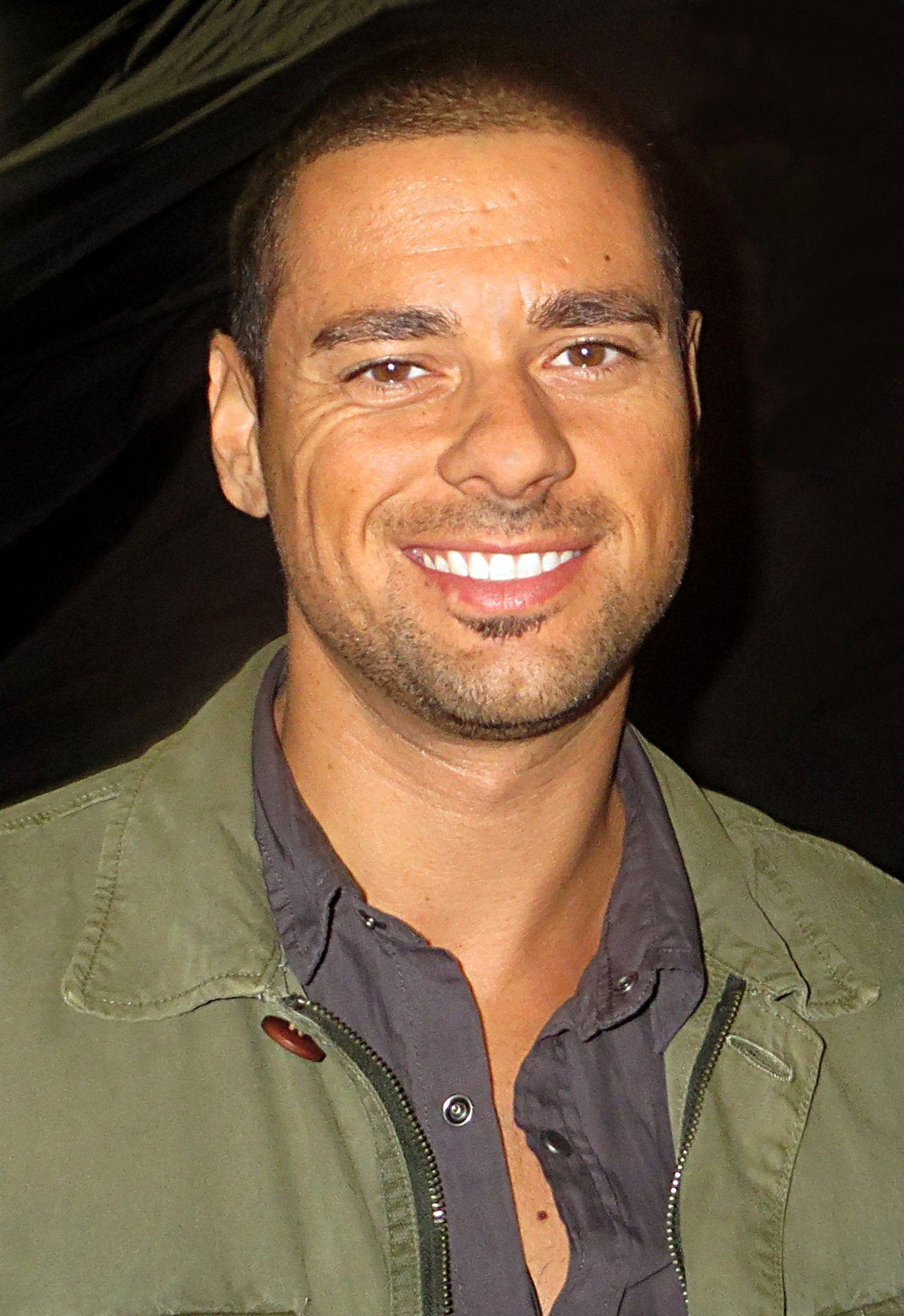
J. R. Ramirez interprète Julio Moreno.
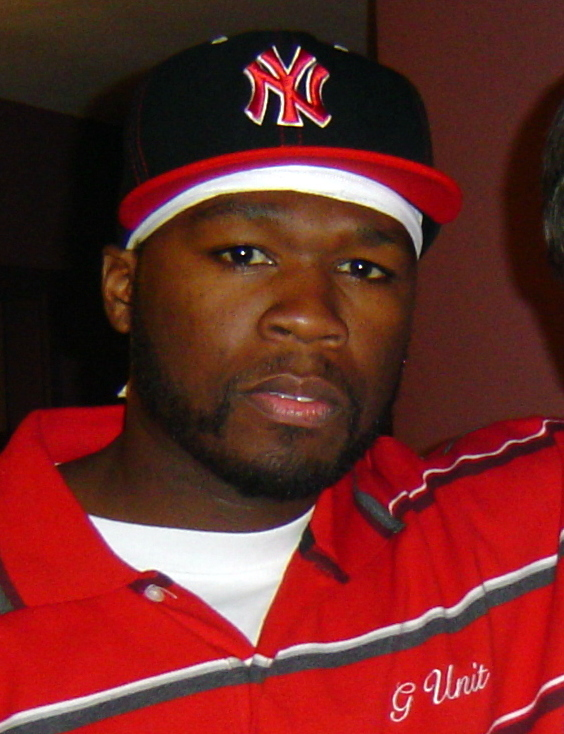
50 Cent interprète Kanan Stark.
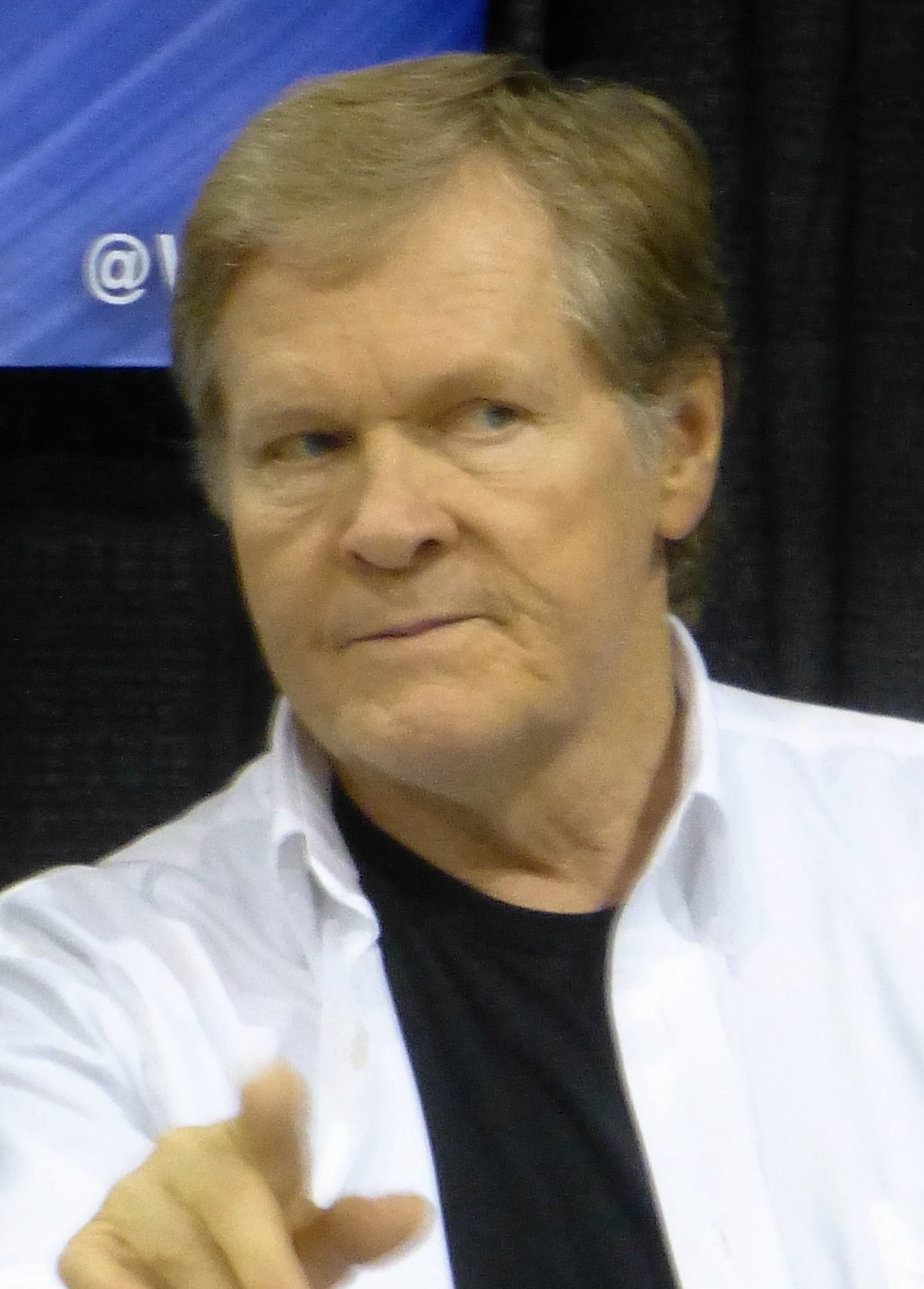
William Sadler interprète Anthony « Tony » Teresi.
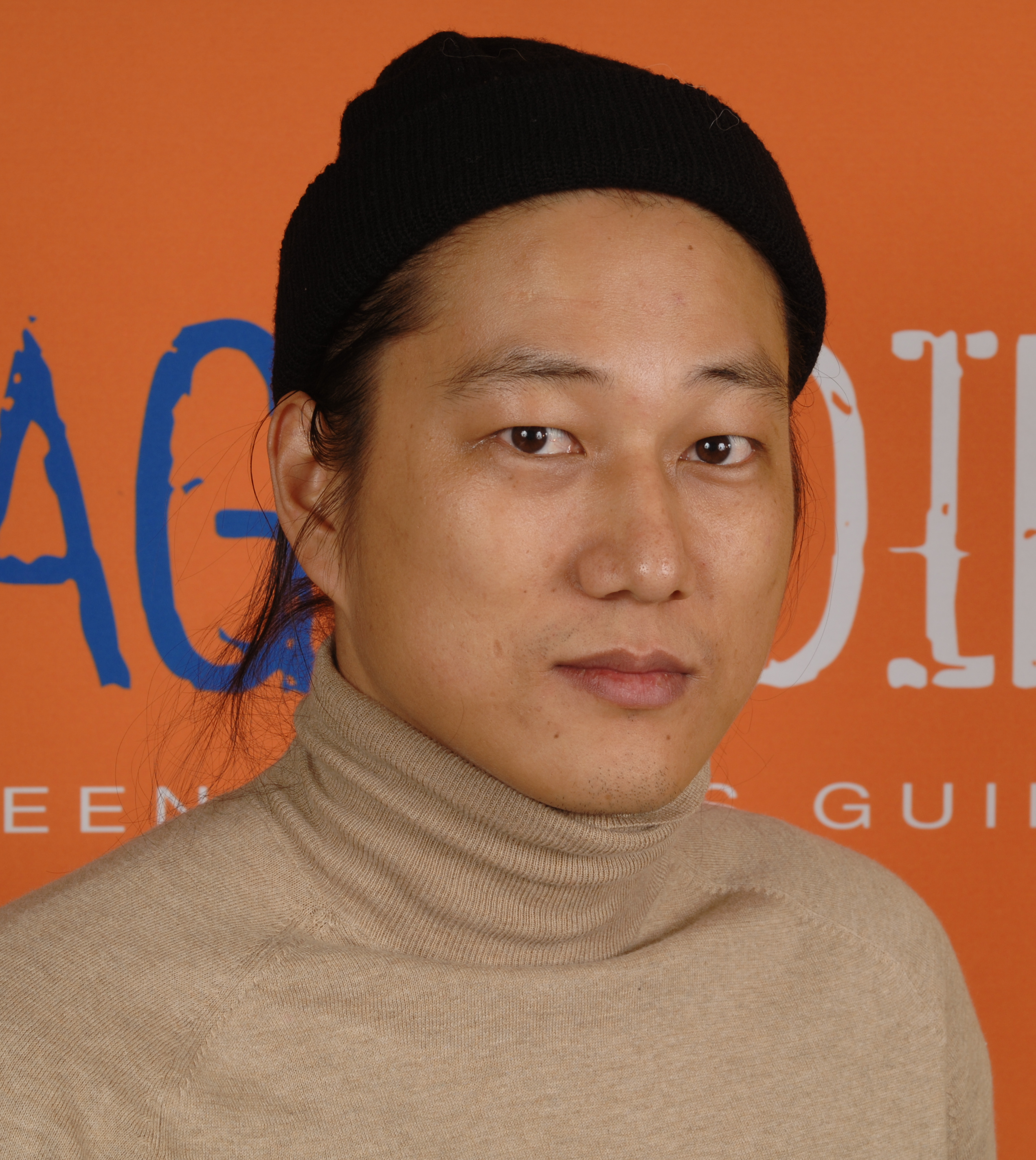
Sung Kang interprète John Mak.
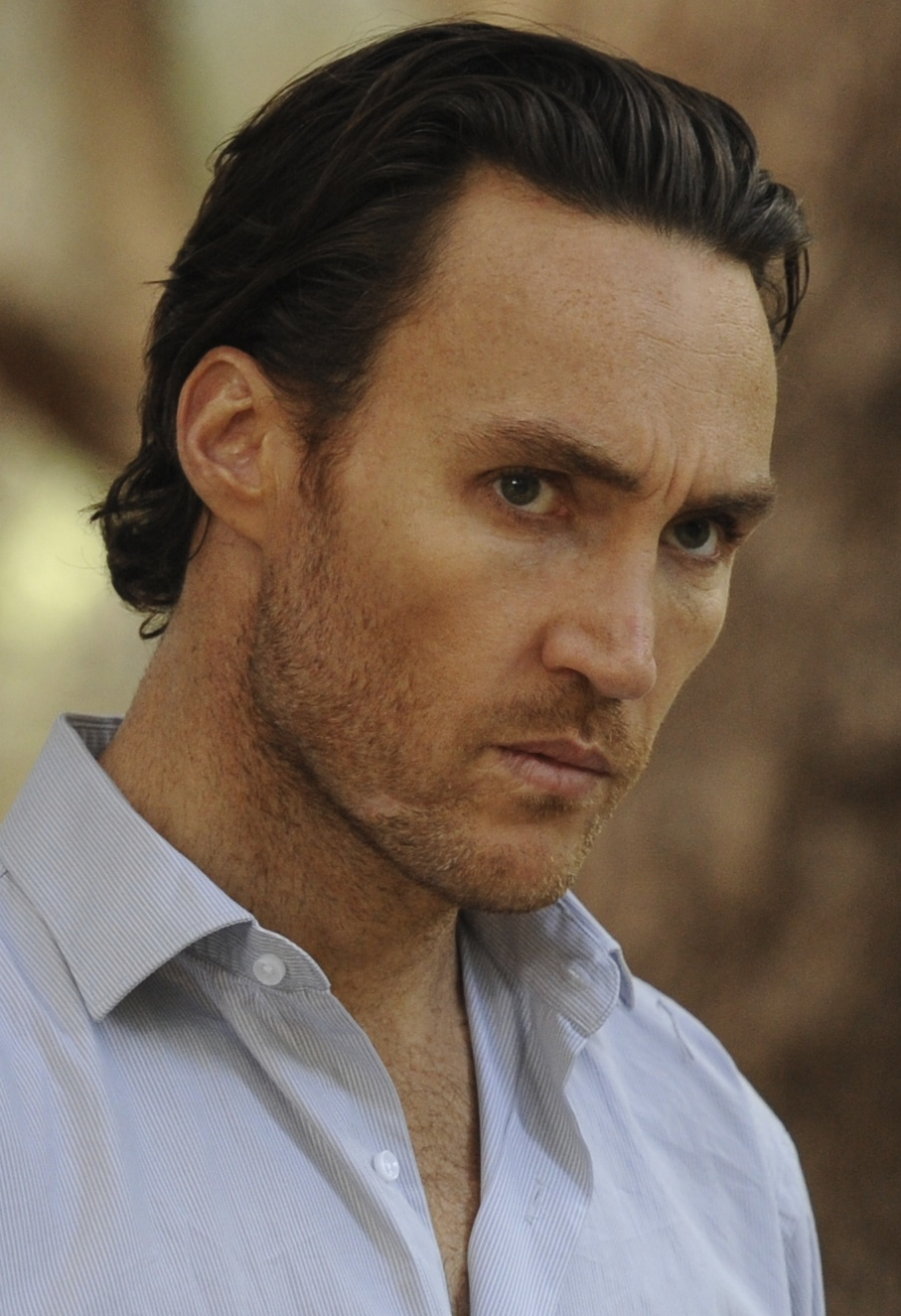
Callan Mulvey interprète Dean / Milan.
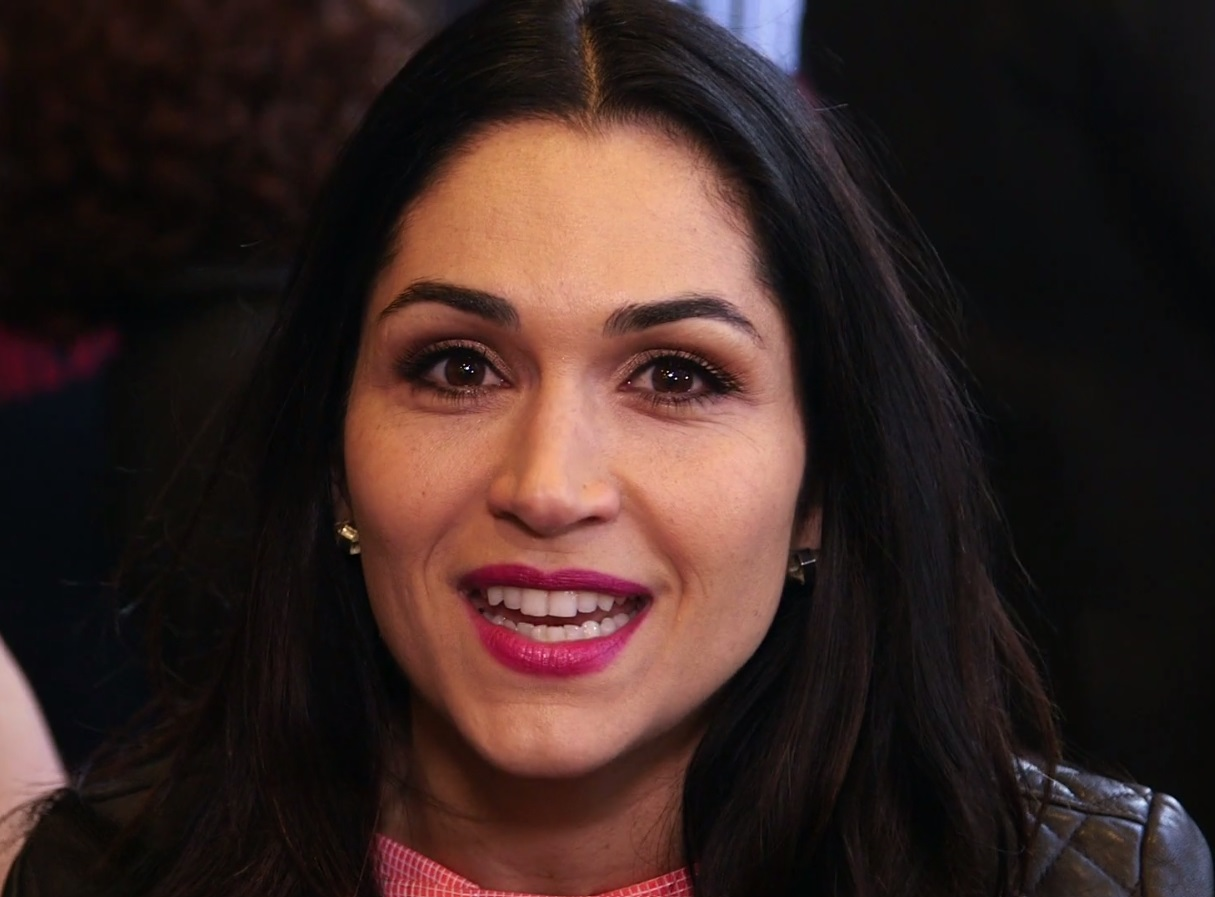
Lela Loren interprète Angela Valdes.

### Acteurs récurrents
Introduit lors de la saison 1
- Donshea Hopkins (VFB : Laëtitia Liénart) : Raina St. Patrick (saison 1 à 5)
- Elizabeth Rodriguez (VFB : Mélissa Windal) : Paz (depuis la saison 1)
- Franky G. (VFB : Arnaud Van Parys) : Poncho (depuis la saison 1)
- Enrique Murciano : Felipe Lobos (saisons 1 à 3)
- Jerrel Lee : Victor (saisons 1 à 3)
- Victor Garber : Simon Stern (saisons 1 et 2 invité saison 4 et 5)
- Leslie Lopez : Pink Sneakers (saisons 1 et 2)
- Debbi Morgan : Estelle (saisons 1 et 2)
- Danny Henriquez : Ernesto (saisons 1 et 2)
- Lucas Salvagno : Javier (saisons 1 et 2)
- Yainis Ynoa : Isabel Ruiz (saisons 1 et 2)
- Chance Kelly : Collins (saisons 1 et 3, invité saison 2)
- Jason Cerbone : l'officier Donato (saisons 1 et 3, invité saison 2)
- Charlotte Booker : Maggie Chambers (saisons 1 et 4, invitée saisons 2 et 3)
- Vinicius Machado (en) : Nomar Arcielo (saison 1, invité saison 2)
- Diane Neal : Cynthia Sheridan (saison 1)
- Darrell Britt-Gibson (en) : Rolla (saison 1)
- Dominic Colón : Anabal (saison 1)
- Audrey Esparza : Liliana (saison 1)

Introduit lors de la saison 2
- Kelcy Griffin : Dominique (depuis la saison 2, invitée saison 1)
- William Popp : Vladimir (saison 2, invité saison 1)
- Sonya Walger : Madeline Stern (saison 2, invitée saison 1)
- Jamie Hector : Drifty (saison 2, invité saison 1)
- Patricia Kalember (VFB : Véronique Biefnot) : Kate Egan (depuis la saison 2)
- Tasha Smith (en) : Jarita (saison 2)
- Marc John Jefferies : QDub (saison 2)

Introduit lors de la saison 3
- Ty Jones : Jerry Donovan (depuis la saison 3, invité saison 2)
- Craig DiFrancia : Marshall Romano (depuis la saison 3, invité saison 2)
- Anika Noni Rose : LaVerne « Jukebox » Ganner (depuis la saison 3)
- Jim Norton : Père Callahan (depuis la saison 3)
- Irina Dvorovenko : Tatiana (depuis la saison 3)
- Sheena Sakai : Soo (depuis la saison 3)
- Avery Mason : Black Grimace (depuis la saison 3)
- Omar Scroggins : Spanky (depuis la saison 3)
- Vincent Agnello : Calvin (depuis la saison 3)
- Aleksandar Popović : Peter (depuis la saison 3)
- Lee Tergesen : Bailey Markham (depuis la saison 3)
- C. S. Lee : Jae Shin (saison 3)
- Jonathan Park : Dylan Shin (saison 3)
- Sam Underwood : Andy (saison 3)
- Gus Halper (en) : Alby (saison 3)
- Gabriel Sloyer : Hugo (saison 3)
- Ivana Miličević : Karen Bassett (saison 3)
- John Hutton : Horatio Bassett (saison 3)
- Arija Bareikis : MJ Hazen (saison 3)
- Yaroslav Novikov : Bratislav (saison 3)

Introduit lors de la saison 4
- Marcus Callender : Ray Ray (dès la saison 4, invité saison 3)
- Charlie Murphy : le marshal Clyde Williams (dès la saison 4)
- Michael Gaston : Juge Tapper (dès la saison 4)
- Ian Paola : Uriel (dès la saison 4)
- Mercedes Ruehl : Connie Teresi (dès la saison 4)
- Jermel Howard : Brains (dès la saison 4)
- Bill Sage : Sammy (dès la saison 4)
- Quincy Tyler Bernstine (en) (VFB : Laurence César) : Tameika Robinson (depuis la saison 4)
- Andrea-Rachel Parker : Destiny (dès la saison 4)

### Invités
- Kendrick Lamar : Laces
- Jesse Williams : Kadeem

Version française dirigée par Rosalia Cuevas et Aurélien Ringelheim au studio Nice Fellow, d'après une adaptation des dialogues de Stéphane Salvetti, Marina Raclot et Sophie Balaguer.

## Production

### Développement
Le 30 novembre 2012, la chaîne câblée Starz annonce le développement du projet avec le rappeur Curtis James Jackson notamment connu sous le nom de 50 Cent à la production.
Le 14 juin 2013, Starz commande une première saison de huit épisodes,.
Le 11 juin 2014, la série a été renouvelée pour une deuxième saison de dix épisodes.
Le 10 juin 2015, la série a été renouvelée pour une troisième saison de dix épisodes.
Le 19 juillet 2016, Starz annonce la reconduction de la série pour une quatrième et cinquième saison.
Le 13 mars 2018, la série est reconduite pour une sixième saison, avant même le lancement de la cinquième saison, fixé au 1er juillet 2018 sur Starz,.

## Épisodes

### Première saison (2014)
1. Pas exactement comme prévu (Not Exactly How We Planned)
2. Peu importe ce qu'il est (Whoever He Is)
3. C'est du vrai (This Is Real)
4. Qui es-tu ? (Who Are You?)
5. Double Vie (I Gotta Go)
6. Alliances (Who You With?)
7. Loyauté (Loyalty)
8. Nouvelle Donne (Best Laid Plans)

### Deuxième saison (2015)
Elle a été diffusée du 6 juin au 15 août 2015.
1. Conséquence (Consequences)
2. Pas d'amis dans la rue (No Friends on the Street)
3. Comme un couple ordinaire (Like We're Any Other Couple)
4. La Seule en qui j'ai confiance (You're the Only Person I Can Trust)
5. Qui veux-tu être (Who You Are and Who You Want to Be)
6. Pourquoi elle ? (Why Her?)
7. Pas toi… (You're Not the Man)
8. Trois coups d'avance (Three Moves Ahead)
9. Fin de partie (Time's Up)
10. Ghost est mort (Ghost Is Dead)

### Troisième saison (2016)
Elle a été diffusée du 17 juillet au 25 septembre 2016.
1. Appelle-moi James (Call Me James)
2. C'est jamais fini (It's Never Over)
3. Tout est sous contrôle (I Got This on Lock)
4. T'inquiète pas, Chéri (Don't Worry, Baby)
5. Aide-moi (Help Me)
6. La Bonne Décision (The Right Decision)
7. Ne t'en va pas (Don't Go)
8. Fais-moi confiance (Trust Me)
9. Je mène la danse (I Call the Shots)
10. La Défense de mes intérêts (In My Best Interest)

### Quatrième saison (2017)
Elle a été diffusée du 25 juin au 3 septembre 2017.
1. Quand je sortirai (When I Get Out)
2. Les choses vont pas s'arranger (Things Are Going to Get Worse)
3. Le genre d'homme que vous êtes (The Kind of Man You Are)
4. On est dans la même galère (We're in This Together)
5. Ne me remercie pas (Don't Thank Me)
6. L'affranchi (New Man)
7. C'est toi qui m'as menti (You Lied to My Face)
8. C'est fait (It's Done)
9. C'est pas moi ! (That Ain't Me)
10. Tu ne peux rien arranger (You Can't Fix This)

### Cinquième saison (2018)
Elle est diffusée du 1er juillet, au 9 septembre 2018.
1. Tout le monde est impliqué (Everyone Is Implicated)
2. Une bataille (Damage Control)
3. On la joue en équipe ? (Are We On the Same Team?)
4. Secondes Chances (Second Chances)
5. Bon anniversaire (Happy Birthday)
6. Un meilleur homme ? (A Changed Man?)
7. Le Diable en personne (The Devil Inside)
8. Un ami de la famille (A Friend of the Family)
9. Il y a une balance parmi nous (There's a Snitch Among Us)
10. Quand tout sera fini (When This Is Over)

### Sixième saison (2019-2020)
Cette dernière saison de quinze épisodes a été diffusée en deux parties. Elle est diffusée du 25 août 2019 au 9 février 2020.
1. Assassins (Murderers)
2. Dans quel camp es-tu ? (Whose Side Are You On)
3. Sans oublier Dre (Forgot About Dre)
4. Pourquoi Tommy est toujours en vie ? (Why Is Tommy Still Alive ?)
5. Le Gambit du roi (King's Gambit)
6. Un homme nouveau (Inside Man)
7. Tel père, tel fils (Like Father, Like Son)
8. Un pacte avec le diable (Deal with the Devil)
9. Terre brûlée (Scorched Earth)
10. Personne ne peut m'arrêter (No One Can Stop Me)
11. Dre, fidèle à lui-même (Still Dre)
12. Il gagne toujours (He Always Wins)
13. Tout est ta faute (It's All Your Fault)
14. Revers de fortune (Reversal of Fortune)
15. Exactement comme prévu (Exactly How We Planned)

## Accueil
Classification
-interdit aux moins de 16 ans ( souvent)
-interdit aux moins de 18 ans ( parfois)

### Réception critiques
La première saison est accueillie de façon favorable par la critique. L'agrégateur de critiques Metacritic lui accorde une note de 57⁄100, basée sur la moyenne de 15 critiques. La deuxième saison obtient la note de 75⁄100, basé sur la moyenne de 4 critiques.
Sur le site Rotten Tomatoes, elle obtient une note moyenne de 42 %, sur la base de 16 critiques, pour la première saison. La seconde obtient une note de 100 % basée sur a moyenne de 8 critiques.

### Audiences

#### Aux États-Unis
L'épisode pilote, diffusé le samedi 7 juin 2014 sur la chaîne à péage Starz, a réalisé une audience de 462 000 pour son lancement. Le dernier épisode de la première saison réalise le record de la saison et permet à la série d’atteindre pour la première fois le cap du million de téléspectateurs avec 1,04 million de présents. En moyenne les huit épisodes qui composent la première saison ont réuni en moyenne 660 000 fidèles.
Le 6 juin 2015, Power fait un retour en hausse devant 1,43 million de téléspectateurs, un score jamais atteint lors de la première saison. Le final de la saison réalise la meilleure bat un nouveau record d'audience en réunissant 1,54 million de fidèles. En moyenne les dix épisodes de la deuxième saison ont réuni en moyenne 1,26 million de fidèles soit une hausse de 670 000 téléspectateurs.
Le 17 juillet 2016, la série revient pour une troisième saison, en réalisant sa meilleure audience historique avec 2,26 millions de téléspectateurs. Le final réunit 2,00 millions de téléspectateurs, soit le meilleur score pour une fin de saison. En moyenne les dix épisodes constituant la troisième saison ont réuni 1,94 million de fidèles soit un gain de 700 000 et ce qui fait de cette saison la plus suivie.
| Saison | Nombre d’épisodes | Diffusion originale | Diffusion originale | Diffusion originale | Diffusion originale            |
| Saison | Nombre d’épisodes | Années              | Début de saison     | Fin de saison       | Audience moyenne (en millions) |
| ------ | ----------------- | ------------------- | ------------------- | ------------------- | ------------------------------ |
| 1      | 8                 | 2014                | 7 juin 2014         | 2 août 2014         | 0,66                           |
| 2      | 10                | 2015                | 6 juin 2015         | 15 août 2015        | 1,26                           |
| 3      | 10                | 2016                | 17 juillet 2016     | 25 septembre 2016   | 1,94                           |
| 4      | 10                | 2017                | 25 juin 2017        | 3 septembre 2017    | 1,75                           |
| 5      | 10                | 2018                | 1er juillet 2018    | 9 septembre 2018    | 1,36                           |
| 6      | 15                | 2019-2020           | 25 août 2019        | 9 février 2020      |                                |

## Produits dérivés

### Sorties DVD
Les trois premières saisons sont sortis sous forme d'un coffret de 9 DVD.
- Power - Intégrale saisons 1 à 3  (28 épisodes en 9 DVD) : 30 octobre 2017[29]